# إربجان
إرْبِجَان جنسٌ أسترالي من النباتات المزهرة في فصيلة الدفلية . تحتوي على 106 نوعًا حاليًا. وهي تتكون من نباتات شجيرة أو نباتات متسلقة أو مخلقة. يوجد هذا الجنس في الصين وجبال الهِمَلاية وجنوب شرق آسيا وماليزيا وأستراليا وكاليدونيا الجديدة وجزر المحيط الهادئ . هناك 14 نوعًا في أستراليا و 21 نوعًا في كاليدونيا الجديدة و 7 في جزر المحيط الهادئ الأخرى ، بما ʻ ذلك Hawai i . 
الأوراق متقابلة نصلها سناني الشكل لونه إلى الأخضر الألعس، من ثلاثة إلى سبعة أوراق. أزهارها عثكولية التجميع يغلب فيها الأبيض.

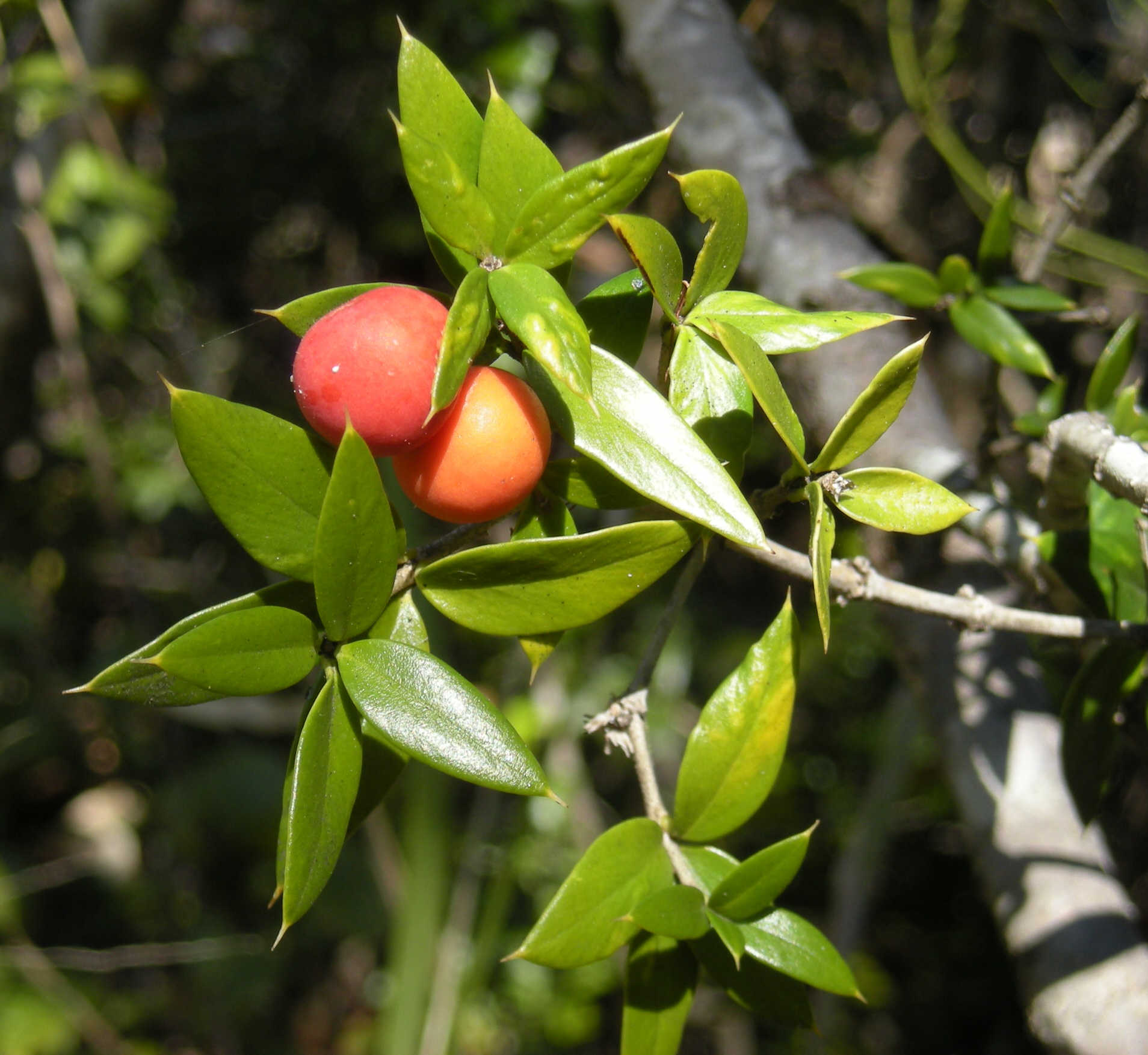
أحد أنواع الإربجان